# Olympische Sommerspiele 2024/Kanu – Zweier-Canadier 500 m (Frauen)
Das Kanu-Rennen der Frauen mit dem Zweier-Canadier über 500 m bei den Olympischen Spielen 2024 in Paris fand vom 6. bis 9. August 2024 statt. Schauplatz der Wettkämpfe war die Regattastrecke Stade nautique de Vaires-sur-Marne im Ort Vaires-sur-Marne, östlich des Großraums Paris. Titelverteidigerinnen waren die Chinesinnen Xu Shixiao und Sun Mengya, die in Tokio die olympische Premiere dieses Wettbewerbes gewannen. 

## Titelträgerinnen
| Olympische Spiele 2020       | Xu Shixiao / Sun Mengya         | 1:55,495 min | Tokio             |
| Weltmeisterschaften 2023     | Xu Shixiao / Sun Mengya         | 1:52,775 min | Duisburg          |
| Afrikameisterschaften 2024   | Ayomide Bello / Beauty Otuedo   | 2:24,45 min  | Abuja             |
| Panamerikanische Spiele 2023 | Sloan MacKenzie / Katie Vincent | 1:54,26 min  | Santiago de Chile |
| Asienspiele 2022             | Xu Shixiao / Sun Mengya         | 2:01,409 min | Hangzhou          |
| Europameisterschaften 2024   | Ágnes Kiss / Bianka Nagy        | 2:00,490 min | Szeged            |
| Ozeanienmeisterschaften 2024 | Ellie Kernaghan / Eva Bruce     | 2:17,10 min  | Sydney            |

## Qualifikation
Die acht am besten platzierten Boote (maximal ein Boot pro Nation) der Weltmeisterschaften 2023 qualifizierten sich für die Spiele. Bei kontinentalen Qualifikationswettkämpfen stand zudem für jeden Kontinent ein Startplatz zur Verfügung.

## Vorläufe
Dienstag, 6. August 2024

### Vorlauf 1
| Rang | Bahn | Athletinnen                           | Nation      | Zeit (min) | Qualifikation |
| ---- | ---- | ------------------------------------- | ----------- | ---------- | ------------- |
| 1    | 5    | Xu Shixiao Sun Mengya                 | China       | 1:54,45    | Halbfinale    |
| 2    | 3    | Ljudmyla Lusan Anastassija Rybatschok | Ukraine     | 1:55,88    | Halbfinale    |
| 3    | 4    | Sylwia Szczerbińska Dorota Borowska   | Polen       | 1:58,42    | Viertelfinale |
| 4    | 7    | María Mailliard Paula Gómez           | Chile       | 2:00,28    | Viertelfinale |
| 5    | 6    | Lisa Jahn Hedi Kliemke                | Deutschland | 2:01,15    | Viertelfinale |
| 6    | 8    | Axelle Renard Eugénie Dorange         | Frankreich  | 2:01,68    | Viertelfinale |
| 7    | 2    | Yarisleidis Cirilo Yinnoly López      | Kuba        | 2:03,54    | Viertelfinale |

### Vorlauf 2
| Rang | Bahn | Athletinnen                     | Nation     | Zeit (min) | Qualifikation  |
| ---- | ---- | ------------------------------- | ---------- | ---------- | -------------- |
| 1    | 6    | Sloan MacKenzie Katie Vincent   | Kanada     | 1:54,16    | Halbfinale, OB |
| 2    | 4    | Antía Jácome María Corbera      | Spanien    | 1:55,63    | Halbfinale     |
| 3    | 5    | Ágnes Kiss Bianka Nagy          | Ungarn     | 1:56,82    | Viertelfinale  |
| 4    | 3    | Daniela Cociu Maria Olărașu     | Moldau     | 1:58,81    | Viertelfinale  |
| 5    | 2    | Marija Browkowa Rufina Iskakowa | Kasachstan | 2:00,05    | Viertelfinale  |
| 6    | 7    | Ayomide Bello Beauty Otuedo     | Nigeria    | 2:10,11    | Viertelfinale  |

## Viertelfinale
Dienstag, 6. August 2024

### Viertelfinale 1
| Rang | Bahn | Athletinnen                         | Nation      | Zeit (min) | Qualifikation |
| ---- | ---- | ----------------------------------- | ----------- | ---------- | ------------- |
| 1    | 5    | Sylwia Szczerbińska Dorota Borowska | Polen       | 1:55,39    | Halbfinale    |
| 2    | 4    | Daniela Cociu Maria Olărașu         | Moldau      | 1:56,22    | Halbfinale    |
| 3    | 2    | Yarisleidis Cirilo Yinnoly López    | Kuba        | 1:56,38    | Halbfinale    |
| 4    | 3    | Lisa Jahn Hedi Kliemke              | Deutschland | 1:56,56    | B-Finale      |
| 5    | 6    | Ayomide Bello Beauty Otuedo         | Nigeria     | 2:07,86    | B-Finale      |

### Viertelfinale 2
| Rang | Bahn | Athletinnen                     | Nation     | Zeit (min) | Qualifikation |
| ---- | ---- | ------------------------------- | ---------- | ---------- | ------------- |
| 1    | 5    | Ágnes Kiss Bianka Nagy          | Ungarn     | 1:59,89    | Halbfinale    |
| 2    | 4    | María Mailliard Paula Gómez     | Chile      | 2:00,82    | Halbfinale    |
| 3    | 6    | Axelle Renard Eugénie Dorange   | Frankreich | 2:00,91    | Halbfinale    |
| 4    | 3    | Marija Browkowa Rufina Iskakowa | Kasachstan | 2:01,76    | B-Finale      |

## Halbfinale
Freitag, 9. August 2024

### Halbfinale 1
| Rang | Bahn | Athletinnen                         | Nation  | Zeit (min) | Qualifikation |
| ---- | ---- | ----------------------------------- | ------- | ---------- | ------------- |
| 1    | 5    | Xu Shixiao Sun Mengya               | China   | 1:53,73    | A-Finale, OB  |
| 2    | 4    | Antía Jácome María Corbera          | Spanien | 1:56,55    | A-Finale      |
| 3    | 6    | Yarisleidis Cirilo Yinnoly López    | Kuba    | 1:57,03    | A-Finale      |
| 4    | 3    | Sylwia Szczerbińska Dorota Borowska | Polen   | 1:57,19    | A-Finale      |
| 5    | 2    | María Mailliard Paula Gómez         | Chile   | 1:58,10    | B-Finale      |

### Halbfinale 2
| Rang | Bahn | Athletinnen                           | Nation     | Zeit (min) | Qualifikation |
| ---- | ---- | ------------------------------------- | ---------- | ---------- | ------------- |
| 1    | 5    | Sloan MacKenzie Katie Vincent         | Kanada     | 1:55,34    | A-Finale      |
| 2    | 6    | Ágnes Kiss Bianka Nagy                | Ungarn     | 1:55,51    | A-Finale      |
| 3    | 4    | Ljudmyla Lusan Anastassija Rybatschok | Ukraine    | 1:55,62    | A-Finale      |
| 4    | 3    | Daniela Cociu Maria Olărașu           | Moldau     | 1:56,66    | A-Finale      |
| 5    | 2    | Axelle Renard Eugénie Dorange         | Frankreich | 1:57,14    | B-Finale      |

## Finale
Freitag, 9. August 2024

### A-Finale

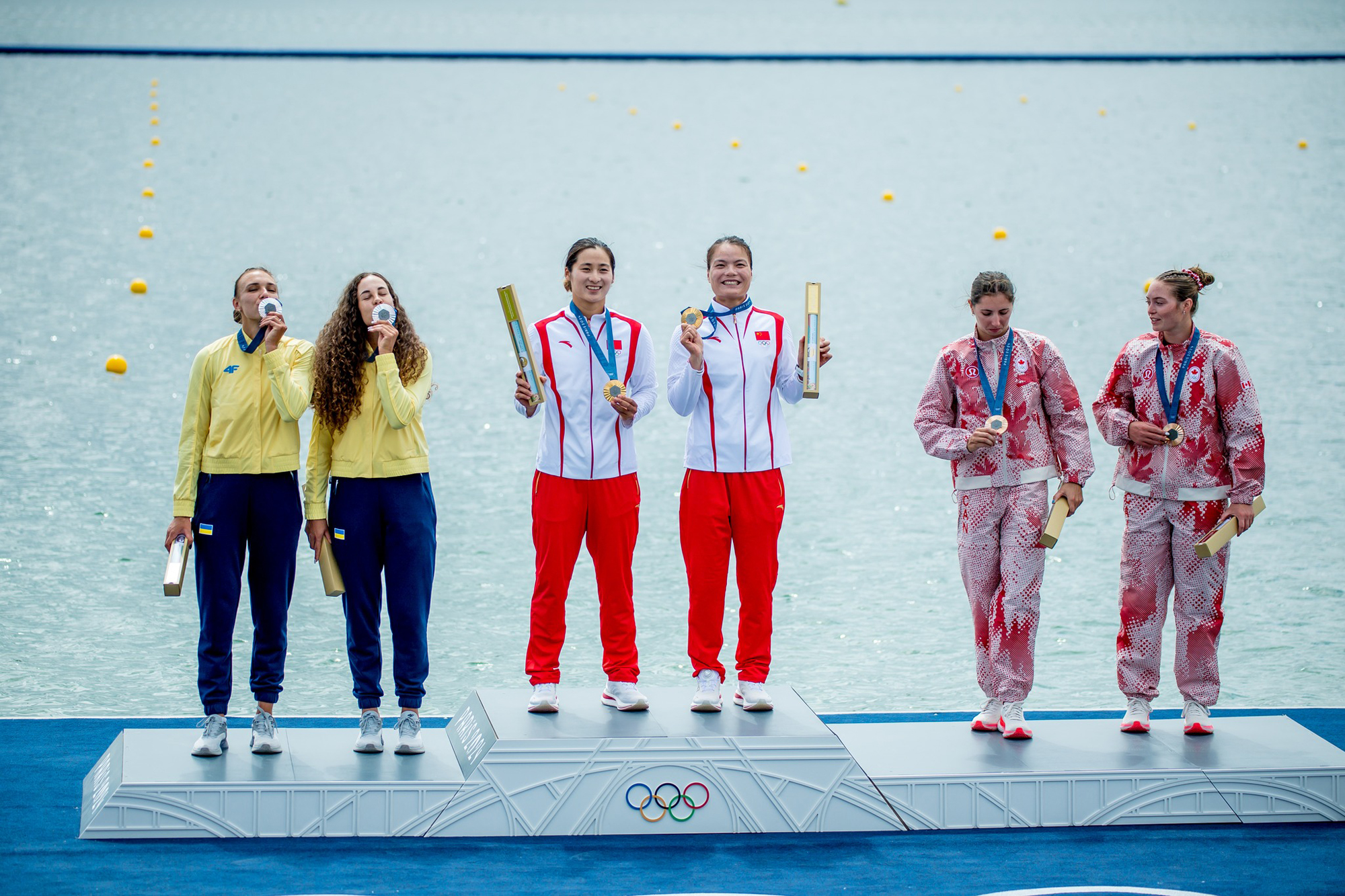
Die Medaillengewinnerinnen

Anmerkung: zur Ermittlung der Plätze 1 bis 8
| Rang | Bahn | Athletinnen                           | Nation  | Zeit (min) | Anm. |
| ---- | ---- | ------------------------------------- | ------- | ---------- | ---- |
| 1    | 5    | Xu Shixiao Sun Mengya                 | China   | 1:52,81    | OB   |
| 2    | 2    | Ljudmyla Lusan Anastassija Rybatschok | Ukraine | 1:54,30    |      |
| 3    | 4    | Sloan MacKenzie Katie Vincent         | Kanada  | 1:54,36    |      |
| 4    | 6    | Ágnes Kiss Bianka Nagy                | Ungarn  | 1:54,90    |      |
| 5    | 1    | Sylwia Szczerbińska Dorota Borowska   | Polen   | 1:55,75    |      |
| 6    | 3    | Antía Jácome María Corbera            | Spanien | 1:56,65    |      |
| 7    | 8    | Daniela Cociu Maria Olărașu           | Moldau  | 1:56,96    |      |
| 8    | 7    | Yarisleidis Cirilo Yinnoly López      | Kuba    | 2:01,77    |      |

### B-Finale
Anmerkung: zur Ermittlung der Plätze 9 bis 16
| Rang | Bahn | Athletinnen                     | Nation      | Zeit (min) |
| ---- | ---- | ------------------------------- | ----------- | ---------- |
| 9    | 6    | Lisa Jahn Hedi Kliemke          | Deutschland | 1:56,48    |
| 10   | 4    | Axelle Renard Eugénie Dorange   | Frankreich  | 1:57,02    |
| 11   | 3    | Marija Browkowa Rufina Iskakowa | Kasachstan  | 1:57,58    |
| 12   | 5    | María Mailliard Paula Gómez     | Chile       | 2:05,02    |
| 13   | 2    | Ayomide Bello Beauty Otuedo     | Nigeria     | 2:15,20    |